# К-1 (літак)
К-1 — пасажирський літак, створений під керівництвом українського радянського авіаконструктора Костянтина Калініна. Перший літак у Радянському Союзі, що успішно витримав державні випробування та був рекомендований до серійного виробництва та експлуатації на повітряних лініях цивільної авіації.
Не дивлячись на рекомендації серійне виробництво не було налагоджене, але літак став основою для подальших проектів Костянтина Калініна.

## Історія
Ідея створення нового пасажирського літака власними силами Київського авіаційного ремонтного заводу "Ремповітрошлях-6" була запропонована К. Калініним у травні 1923 року. В той час К. Калінін працював начальником виробництва заводу та навчався у Київському політехнічному інституті. Замовником виступало товариство  «Укрповітрошлях». 
Це мав бути універсальний літак, що міг використовуватися як пасажирський, санітарний, для топографії, надійний та простий у виготовленні та експлуатації. В той час вважалося, що найбільш раціональна для пасажирського літака схема біплана. Та інтуїція пілота підказувала К. Калініну - схема моноплана більш перспективна, бо дозволяла суттєво зменшити загальний опір літака. На основі теорії відомого аеродинаміка Прандтля, К. Калінін у 1923 році детально проектує та патентує конструкцію еліптичного в плані крила. Таке крило має цілий ряд аеродинамічних переваг у порівнянні із прямокутним крилом, хоч і мало складну технологію виготовлення. Крило мало дерев'яний каркас та обтягувалося полотном. У майбутньому більшість літаків К. Калініна мали крила такої конструкції.  
З часів громадянської війни на заводі "Ремповітрошлях-6" зберігся ремонтний фонд літаків "Вуазен", в тому числі двигуни "Сальмсон". Тож проект був виконаний з урахуванням обмежених технологій та матеріалів, що були доступні заводу на той час. 
Керівництво заводу сприйняло ініціативу позитивно та надало кількох спеціалістів на допомогу Калініну. Проектуванню допомагали технік Д. Л. Томашевич, креслярі Н. А. Железняков та І. І. Савінський, студенти А. Т. Руденко та А. Н. Граціанський. Аеродинамічний розрахунок консультував доцент Київського політехнічного інституту Н. Г. Петров, ескізи фюзеляжу виконав С. П. Дуб, міцність розрахував студент Н. Д. Журін.
У грудні 1923 року проект був завершений. Розрахунки К. Калініна передбачали різноманітне застосування майбутньої машини. Нескладними змінами пасажирської кабіни передбачалось встановлення санітарного обладнання для транспортування трьох хворих або оприскувача отрутохімікатів для боротьби зі шкідниками у сільському господарстві. За необхідності літак міг використовуватися як бомбардирувальник на 480 кг бомбового навантаження або як штурмовик зі встановленням броні для членів екіпажу та 16-ти кулеметів.
К. Калінін зміг зацікавити проектом керівництво товариства «Укрповітрошлях», що знаходилося у Харкові, та отримати фінансування будівництва дослідного зразка. Перевіркою розрахунків займався професор Харківського технологічного інституту Д. І. Ксандров, який повністю погодив проект. 23 лютого 1924 року проект К-1 затвердили у Науково-технічному комітеті Військово повітряних сил, Москва.
У вересні 1924 року завод розпочав нарешті будівництво дослідного зразка. Будівництво велося повільно та уривками через склоки де-яких керівників та працівників заводу, та все ж було закінчено у червні 1925 року. При чому монтаж основних частин літака виконувався під відкритим небом у полі біля заводу.
26 червня 1925 року, на аеродромі Пост-Волинський, відбувся перший політ пасажирського літака К-1 під керуванням молодого пілота Київського гарнізону С. А. Косинського. В перший політ разом з пілотом полетів і сам К. Калінін. У подальшому це стане правилом для К. Калініна - в першому польоті ризикувати разом з випробувачем. Замість запланованого одного кола над полем літак К-1 знаходився у повітрі 40 хвилин. Перший політ показав гарну керованість та стійкість машини, відгуки пілота були дуже позитивними.
Після усунення дрібних дефектів та доопрацювання руля напрямку, у вересні літак перегнали до Харкова, де з ним ознайомилися представники «Укрповітрошлях». На аеродромі в Сокольниках нову машину успішно продемострували Уряду України, а пілот виконав над Харковом кілька показових польотів. 16 вересня літак вилетів за маршрутом Харків-Орел-Серпухів-Москва, успішно подолавши сумарну відстань 1200 км за 8 годин 35 хвилин польотного часу та в той самий день приземлився на Ходинському аеродромі.
Протягом жовтня-листопада 1925 року літак успішно пройшов державні випробування та був рекомендований до серійного виробництва та експлуатації на повітряних лініях цивільної авіації, вперше в СРСР.
Літак придбаний товариством "Доброліт", отримав реєстраційний номер RR-DBE (пізніше СССР-481) та переданий Центральній повітростанції Москви, де використовувався для перевезення пасажирів та аерофотознімання до 1930 р. За цей час літак провів у повітрі більше 190 годин, відмов та аварій через конструктивні недоліки не було. 
Наприкінці грудня 1925 року Калінін блискуче захищає проект К-1 перед дипломною комісією КПІ та отримує диплом інженера-механіка.
За клопотанням товариства «Укрповітрошлях», у січні 1926 року К. Калініна переводять із Києва до Харкова на посаду Головного конструктора та завідуючого виробничим відділом товариства. 
У Харкові під його керівництвом 17 вересня 1926 року був заснований Харківський авіаційний завод, де пройшов найбільш плідний етап у житті та творчості К. О. Калініна.

## Конструкція
Літак — напіввільнонесучий високоплан з тягнучим мотором.
Фюзеляж — являє собою зварену трубчату чотирьохгранну ферму в передній частині, включаючи пасажирську кабіну. У передній частині розміщена закрита склом кабіна пілота. У пасажирській кабіні розміщені зручний диван та два крісла. Нормальне навантаження — три пасажира. За рахунок зменшення палива була можливість розміщення четвертого пасажира. Пілотська кабіна з'єднувалася з пасажирською дверима. Обшивка фюзеляжу від носа до кінця пасажирської кабіни із листового гладкого дюралюмінияю, інша частина обтягнута полотном.
Вихід із кабіни через одні двері, що розміщені з правої сторони кабіни. 
Крило — еліптичної у плані форми. Профіль крила потовщений, Геттінгскої лабораторії №436. Крило двохлонжеронне, виконано з двох симметричних половинок, що стикуються із центропланом у верхній частині фюзеляжу та підтримується чотирма зручнообтічними підкосами, що йдуть від середини лонжеронів крила до нижніх лонжеронів фюзеляжу.
Лонжерони дерев'яні, коробчатого перетину з фіктивними стінками. Дерев'яний набір крила з дротовими розтяжками для жорсткості обшитий по ребру атаки та на кінцях крила березовою фанерою товщиною 1,5 мм, для уникнення деформації профілю крила. Обшивка крила полотняна, просочена емалітом.
Підкоси сталеві, виготовлені кожен із чотирьох труб, жорстко зв'язаних між собою поперечними трубками та пластинками за допомогою точкової зварки. На кінцях підкосів міцні башмаки. Підкоси укладені у фанерні обтікачі.
Хвостове оперення — підкосне, цільнодерев'яної конструкції з полотняною обшивкою. Стабілізатор та руль висоти еліптичної у плані форми. Стабілізатор змінний, керований із кабіни пілота, що дозволяло компенсувати зміну навантаження у польоті. Лонжерони кіля зі сталевих труб. 
Шасі — трьохопорне, з хвостовим костилем. Стійки шасі виконані зі сталевих труб невеликої довжини. Амортизація вісі — гумовим шнуром. Колеса розміром 800х150 мм на пневматиках мали обтяжку обтікання. Стійки шасі закривалися дюралюмінієвими обтікачами.
Керування — одинарне з тросовою проводкою.
Силова установка — зіркоподібний двигун повітряного охолодження "Сальмсон" РВ-4 потужністю 160 к. с. з дерев'яним повітряним гвинтом фіксованого кроку діаметром 2,85 м.
Двигун розміщувався попереду пілотської кабіни на спеціальній рамі, яка кріпилася до фюзеляжу на чотирьох болтах. Таке встановлення двигуна робило його доступним для огляду та обслуговування. Вся гвинтомоторна група зі своєю арматурою могла демонтуватися з рамою за 30 хвилин та бути заміненою на нову. Передбачалася можливість встановлення двигуна типу BMW без переробок конструкції. Для цього передбачалася спеціальна рама, що кріпалася на тих самих чотирьох болтах.
Бензобаки монтувалися у крилі. Радіатори сотового типу, разом з рубашками мотора мали ємність 40 л, висувалися у потік приводом з кабіни пілота, що дозволяло легко регулювати температуру охолоджуючої рідини.  

## Фото

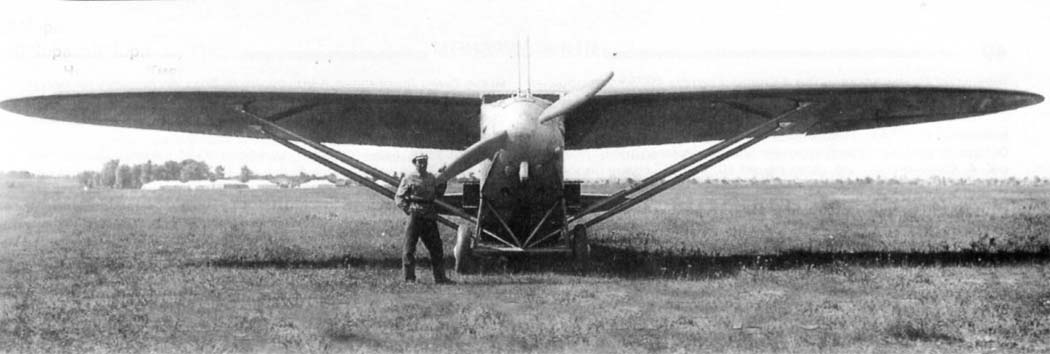
Фото літака Калінін К-1

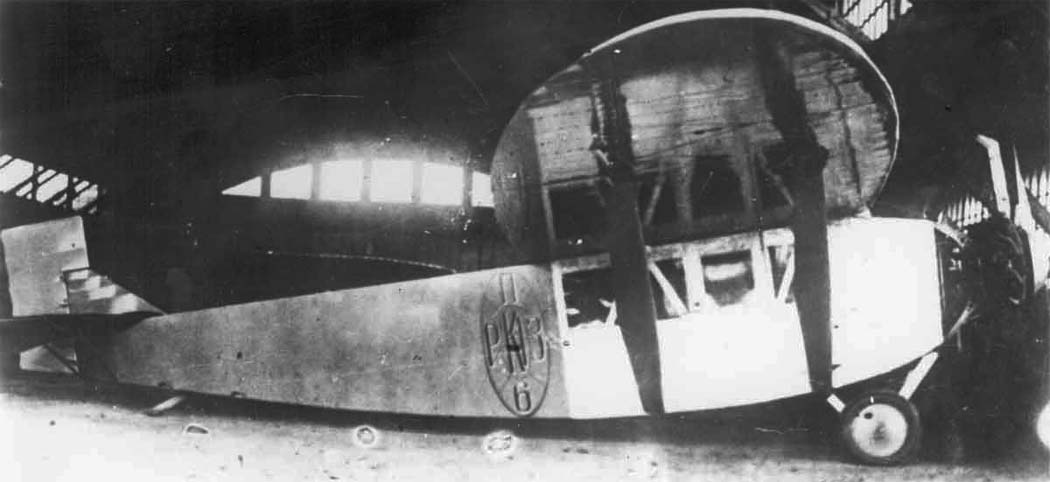
Фото літака Калінін К-1

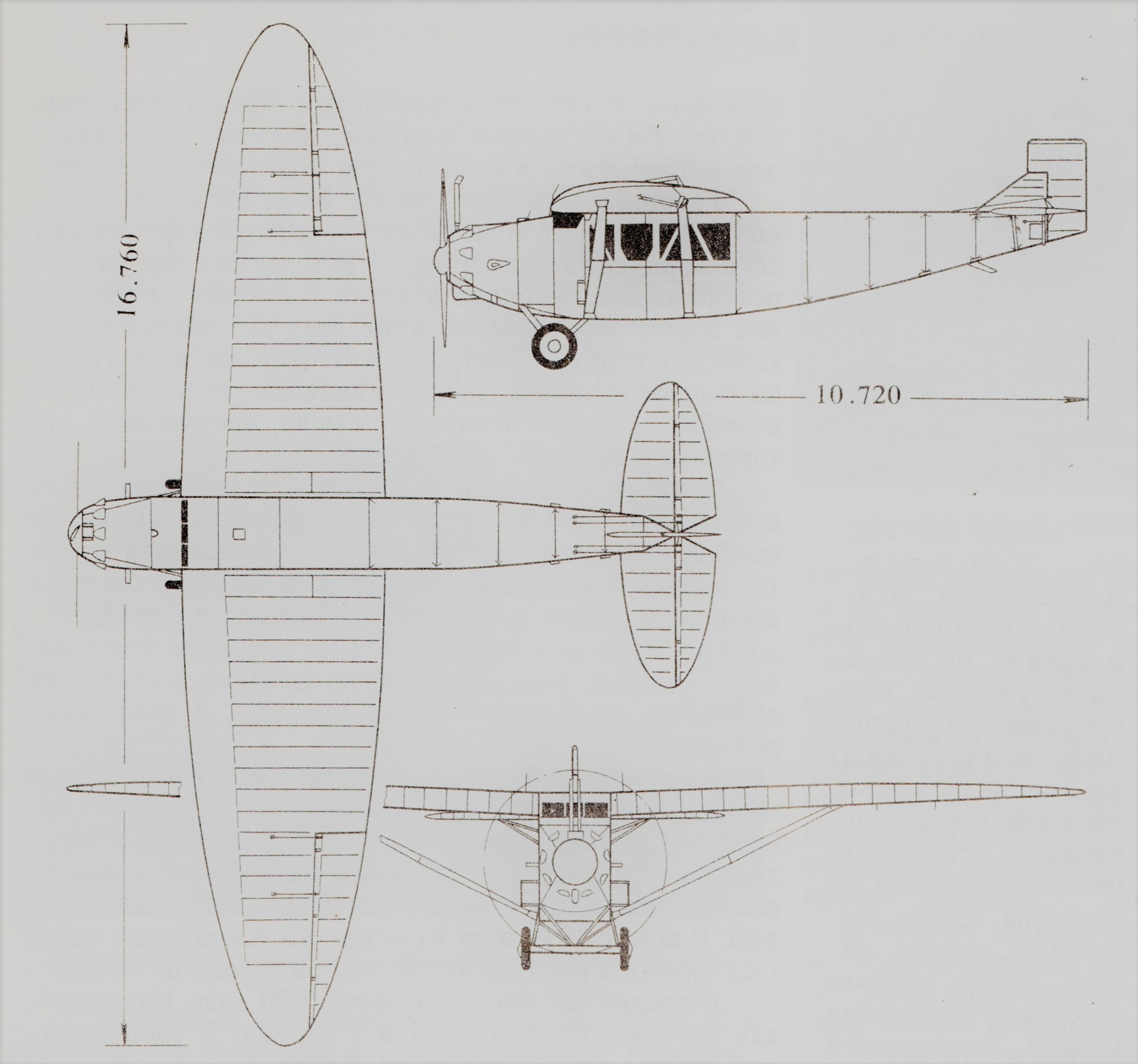
Схема літака Калінін К-1

## Технічні характеристики
| ЛТХ                            | Значення            |
| ------------------------------ | ------------------- |
| Модель                         | К-1                 |
| Розмах крила, м                | 16.76               |
| Довжина літака, м              | 10.72               |
| Площа крила, м2                | 40.00               |
| Маса порожнього літака, кг.    | 1452                |
| Максимальна злітна маса, кг.   | 1972                |
| Тип двигуна                    | 1 x "Сальмсон" РВ-4 |
| Потужність, к. с.              | 160 (злітна)        |
| Максимальна швидкість, км/год. | 161,2               |
| Крейсерська швидкість, км/год  | 149,2               |
| Практична дальність, км.       | 600                 |
| Практична стеля, м.            | 3000                |
| Екіпаж, чол.                   | 2                   |
| Корисне навантаження:          | 3 пасажирів         |

## Фарбування
Дослідний зразок мав наступне фарбування.
Металева обшивка фюзеляжу не була пофарбована. Полотняна обшивка фюзеляжу, крила та оперення мала дуже світлокоричневий відтінок та була вкрита прозорим аеролаком. Підкоси крила, стабілізатора та гвинт були червоного або чорного кольору (після перефарбування). Бортовий номер чорного кольору. Знак РПЗ-6 К-1 червоного кольору з білим обведенням. Колпаки колес мали сріблястий колір.